# エジナウド・バチスタ・リバノ
グラフィッチ（Grafite）ことエジナウド・バチスタ・リバノ（Edinaldo Batista Libânio、1979年4月2日 - ）は、ブラジル・サンパウロ州出身の元サッカー選手。現役時代のポジションはフォワード。
Kリーグ時代の登録名はバティスタ（ハングル: 바티스타）。

## 来歴

### クラブ
サッカーを本格的に始めたのは20歳の頃。それまではゴミ袋のセールスマンのアルバイトをしながら地元のチームでサッカーをたしなむ程度だった。ゴイアスEC時代の2003年にブレイクした。ブラジル選手権で、セカンドトップの役割を果たしながら20試合で12ゴールをあげた。サンパウロFCの目にとまり、そのまま移籍した。2005年のコパ・リベルタドーレスやFIFAクラブ世界選手権優勝に貢献した。
2005年、コパ・リベルタドーレスのキルメスAC戦で、相手のレアンドロ・デサバトが自身をマカーコ（ポルトガル語で猿）呼ばわりしたと試合後抗議したため、デザバトはそのまま警察へとつれていかれた。そのニュースは世界中のマスコミでも取り上げられた。デザバトは2日後にブラジルへ来て事情説明すると約束し、アルゼンチンへ帰国した。
2006年1月にフランス・リーグ・アンのル・マンUCに移籍し、欧州進出を果たした。
2007年8月31日にVfLヴォルフスブルクへ移籍した。2008-09シーズンはエネルギー・コットブス戦やシャルケ04戦でハットトリックを達成するなど、エディン・ジェコとのコンビで得点を量産した。ホームでのバイエルン・ミュンヘン戦では、ゴールキーパーを含めて3人を交わした後にヒールキックでボールをゴールに流し込む技巧を見せた。最終的には28得点を記録し、得点王に輝くなどクラブ初のリーグ優勝に貢献した。この活躍により、キッカー紙が選出する年間最優秀選手に選ばれた。2009年9月15日、初出場となったUEFAチャンピオンズリーグ・グループリーグ第1節PFC CSKAモスクワ戦でハットトリックを達成した。

### 代表
2005年4月、ロマーリオの引退試合となったグアテマラとの親善試合でブラジル代表デビューした。ロマーリオと交代したのがグラフィッチで、1得点を奪った。ヴォルフスブルクでの活躍を受けて、2010年3月2日のロンドンでの親善試合アイルランド代表戦において、離脱したルイス・ファビアーノに替わって、5年ぶりにブラジル代表復帰を果たした。試合では後半途中から出場し、ロビーニョの2点目をアシストする活躍を見せた。

## 人物
グラフィッチという愛称はポルトガル語で「鉛筆の芯」という意味。マトネンセ時代の監督が、エジナウドは色が黒くてひょろっと背が高く、教え子の「グラフィッチ」（エジナウドとは別人）に似ているという理由で命名した。それまでは『ルーナ』という名前でプレーしていた（『ルーナ』では響きがかわいくて強さが感じられないことも理由のひとつだった）。
グレミオFBPAやサンパウロFCでもともにプレーしたジョズエと仲が良く、家族ぐるみの付き合いがある。サンパウロ時代のチームメイトであるルイス・ファビアーノも親友のひとりである。

## 個人成績

### 国内大会
| 2001     | フェロヴィアリア |          |                |          |          |             |             |          |          |
| 2001     | サンタクルス     |          | セリエA        | 22       | 5        |             |             | 22       | 5        |
| 2002     | グレミオ         |          | セリエA        | 6        | 0        |             |             | 6        | 0        |
| 韓国     | 韓国             | 韓国     | 韓国           | リーグ戦 | リーグ戦 | リーグ杯    | リーグ杯    | 期間通算 | 期間通算 |
| 2003     | 安養LG           |          | Kリーグ        | 9        | 0        |             |             | 9        | 0        |
| ブラジル | ブラジル         | ブラジル | ブラジル       | リーグ戦 | リーグ戦 | ブラジル杯  | ブラジル杯  | 期間通算 | 期間通算 |
| 2003     | ゴイアス         |          | セリエA        | 20       | 12       |             |             | 20       | 12       |
| 2004     | サンパウロ       |          | セリエA        | 38       | 17       |             |             | 38       | 17       |
| 2005     | サンパウロ       |          | セリエA        | 6        | 0        |             |             | 6        | 0        |
| フランス | フランス         | フランス | フランス       | リーグ戦 | リーグ戦 | F・リーグ杯 | F・リーグ杯 | 期間通算 | 期間通算 |
| 2005-06  | ル・マン         |          | リーグ・アン   | 11       | 3        |             |             | 11       | 3        |
| 2006-07  | ル・マン         |          | リーグ・アン   | 34       | 12       |             |             | 34       | 12       |
| 2007-08  | ル・マン         |          | リーグ・アン   | 6        | 2        |             |             | 6        | 2        |
| ドイツ   | ドイツ           | ドイツ   | ドイツ         | リーグ戦 | リーグ戦 | リーグ杯    | リーグ杯    | 期間通算 | 期間通算 |
| 2007-08  | ヴォルフスブルク | 23       | ブンデスリーガ | 24       | 11       | 4           | 1           | 28       | 12       |
| 2008-09  | ヴォルフスブルク | 23       | ブンデスリーガ | 25       | 28       | 3           | 4           | 28       | 32       |
| 2009-10  | ヴォルフスブルク | 23       | ブンデスリーガ | 30       | 11       | 2           | 1           | 32       | 12       |
| 2010-11  | ヴォルフスブルク | 23       | ブンデスリーガ | 28       | 9        | 3           | 1           | 31       | 10       |
| UAE      | UAE              | UAE      | UAE            | リーグ戦 | リーグ戦 | リーグ杯    | リーグ杯    | 期間通算 | 期間通算 |
| 2011-12  | アル・アハリ     |          | UAEリーグ      | 21       | 16       |             |             | 21       | 16       |
| 2012-13  | アル・アハリ     |          | UAEリーグ      |          |          |             |             |          |          |
| 通算     | ブラジル         | ブラジル | セリエA        | 92       | 34       |             |             | 92       | 34       |
| 通算     | 韓国             | 韓国     | Kリーグ        | 9        | 0        |             |             | 9        | 0        |
| 通算     | フランス         | フランス | リーグ・アン   | 51       | 17       |             |             | 51       | 17       |
| 通算     | ドイツ           | ドイツ   | ブンデスリーガ | 107      | 59       | 12          | 7           | 119      | 66       |
| 通算     | UAE              | UAE      | UAEリーグ      | 21       | 16       |             |             | 21       | 16       |
| 総通算   | 総通算           | 総通算   | 総通算         | 280      | 126      | 12          | 7           | 292      | 133      |

## 代表歴

### 出場大会
- ブラジル代表
  - 2010 FIFAワールドカップ

### 試合数
- 国際Aマッチ 4試合 1得点（2005年-2010年）[6]

| ブラジル代表 | 国際Aマッチ | 国際Aマッチ |
| 年           | 出場        | 得点        |
| ------------ | ----------- | ----------- |
| 2005         | 1           | 1           |
| 2006         | 0           | 0           |
| 2007         | 0           | 0           |
| 2008         | 0           | 0           |
| 2009         | 0           | 0           |
| 2010         | 3           | 0           |
| 通算         | 4           | 1           |

## タイトル

### クラブ
サンパウロFC
- カンピオナート・パウリスタ : 2005
- コパ・リベルタドーレス : 2005
- FIFAクラブワールドカップ : 2005

VfLヴォルフスブルク
- ブンデスリーガ : 2008-09

アル・アハリ
- UAEプレジデントカップ : 2012-13
- アラビアン・ガルフ・リーグ : 2013-14
- アラビアン・ガルフ・スーパーカップ : 2013
- UAEリーグカップ : 2011-12, 2013-14

### 個人
- ボーラ・ジ・プラタ・オブ・ブラジル : 2003
- ドイツ年間最優秀サッカー選手賞 : 2009
- ブンデスリーガ得点王 : 2008-09
- ESM欧州年間ベストイレブン : 2003